# Округ Вебстер (Мисисипи)
Округ Вебстер (енгл. Webster County) је округ у америчкој савезној држави Мисисипи.

## Демографија
По попису из 2010. године број становника је 10.253, што је 41 (-0,4%) становника мање него 2000. године.
| Група             | 2000.         | 2010.         |
| Белци             | 7.919 (76,9%) | 8.007 (78,1%) |
| Афроамериканци    | 2.155 (20,9%) | 2.040 (19,9%) |
| Азијати           | 18 (0,2%)     | 11 (0,1%)     |
| Хиспаноамериканци | 174 (1,7%)    | 104 (1,0%)    |
| Укупно            | 10.294        | 10.253        |